# Avesnes-en-Val
 Avesnes-en-Val  es una población y comuna francesa, en la región de Alta Normandía, departamento de Sena Marítimo, en el distrito de Dieppe y cantón de Envermeu.

## Demografía
| 810 | 574 | 533 | 559 | 711 | 655 | 677 | 697 | 671 | 641 | 634 | 656 | 680 | 651 | 624 | 582 | 580 | 537 | 504 | 492 | 495 | 489 | 426 | 446 | 416 | 388 | 405 | 406 | 372 | 307 | 291 | 268 |
| Para los censos de 1962 a 1999 la población legal corresponde a la población sin duplicidades (Fuente: INSEE [Consultar]) |     |     |     |     |     |     |     |     |     |     |     |     |     |     |     |     |     |     |     |     |     |     |     |     |     |     |     |     |     |     |     |